# Воспитание крошки
«Воспитание крошки» (англ. Bringing Up Baby) (1938) — эксцентрическая комедия режиссёра Говарда Хоукса с Кэтрин Хепбёрн  и Кэри Грантом в главных ролях. Сценарий был адаптирован Дадли Николсом  и Хэгар Уайлд из рассказа последней, впервые появившегося в еженедельнике «Collier's Weekly Magazine» 10 апреля 1937 года.

## Создание
Сценарий был написан специально для Хепбёрн. Съёмки начались в сентябре 1937 года и завершились в январе 1938-го, потратив съёмочных дней и денег сверх положенного количества. Производство часто откладывалось из-за неконтролируемых приступов смеха между Хепбёрн и Грантом. Актриса долго не могла подобрать соответствующий данной эксцентричной комедии характер и была «натаскана» другим актёром, ветераном водевиля Уолтером Кэтлеттом, который помог создать «маниакальный» образ миллионерши Сьюзен. Во время съёмок использовался ручной леопард Нисса, сыгравший роль Крошки; его дрессировщик находился за кадром с хлыстом.
Фильм стал коммерческим провалом, хотя в конечном итоге получил небольшую прибыль после своего переиздания в начале 1940-х годов. Вскоре после премьеры картины Хепбёрн была названа «кассовым ядом», «убийцей кассовых сборов» независимыми театральными владельцами.  Актриса вернулась с более сдержанной версией героини из фильма Хоукса в «Филадельфийской истории» двумя годами года спустя. Репутация фильма начала расти в 1950-х годах, когда его впервые показали по телевидению и стал одним из классических примеров комедии золотого века Голливуда.
С тех пор фильм получил признание как критиков, так и зрителей за свои безумные выходки и диалоги, абсурдные ситуации и недоразумения, совершенное чувство комического времени, «чокнутый» актёрский состав, серию безумных злоключений и катастроф, беззаботных сюрпризов и романтической комедии.

## Сюжет
Нью-Йорк. Дэвид Хаксли (Кэри Грант), палеонтолог с мягкими манерами, четыре года пытается собрать скелет бронтозавра. Ему не хватает последней детали — межрёберной ключицы, которую как раз отправляют почтой. Вдобавок скоро должна состояться свадьба Дэвида со вздорной Элис Суоллоу, также ему нужно произвести хорошее впечатление на богатую миссис Элизабет Рэндом, собирающуюся пожертвовать миллион долларов для Музея естествознания.
За день до свадьбы во время игры в гольф с представителем миллионерши, адвокатом Александром Пибоди, Дэвид знакомится со Сьюзен Вэнс (Кэтрин Хепбёрн) — свободолюбивой, легкомысленной и не скованной логикой юной леди, которая сначала играет с его улетевшим мячом. а потом садится в его машину и несколько раз врезается в дерево, после чего уезжает с негодующим Дэвидом на подножке. Дэвид кричит удивлённо смотрящему вслед ему адвокату: «Я буду через минуту, мистер Пибоди!»
Вечером в ресторане отеля «Риц» Дэвид вновь сталкивается  со Сьюзен, приземлившись прямо перед ней на свой цилиндр после того, как девушка попыталась повторить фокус бармена Джоуи с оливками и выронила одну. Бросая оливки перед одним из столиков, Сьюзен знакомится с психиатром Фрицем Леманом (Фриц Фельд), считающим, что Хаксли влюблён в неё, и показывает это через агрессию, преследуя и ссорясь с ней. Из-за легкомысленности Сьюзен, забывшей сумочку у барной стойки, взявшей сумочку супруги Лемана с бриллиантовой булавкой внутри и отдавшей её Дэвиду, пока она искала свою, между мужчинами происходит небольшая ссора. Пытаясь объяснить перед уходящим Дэвидом, она рвёт его смокинг. Раздражённый настырностью девушки палеонтолог предлагает ей сыграть в игру - он закроет глаза и сосчитает до десяти, а когда откроет их, её уже не будет. Оскорблённая Сьюзен уходит, не заметив, как случайно наступивший на подол её платья Дэвид отрывает кусок ткани, прикрывающий пятую точку. Пытаясь сообщить об ужасном конфузе не желающей слушать Сьюзен, тот закрывает её трусы цилиндром. Наконец поняв, в чём дело, девушка паникует, Дэвид вынужден встать сзади и обхватить её за талию. Парочка под смех посетителей комично проходит через зал. Встретившись взглядами с мистером Пибоди, перед которым он хотел объясниться, Дэвид вновь вынужден сказать ему: «Буду через минуту, сэр, через минуту!»
Подшивая смокинг, Сьюзен сообщает, что знает мистера Пибоди, которого она зовёт «Буппи», и узнаёт, что Дэвид помолвлен и спешит к своей девушке в Карнеги-холл. Они едут в Ривердейл, где живёт Пибоди. Девушка кидает горсть камешков в окно, после чего случайно вырубает проснувшегося адвоката камнем в лоб. Парочка в спешке уезжает. На прощание Дэвид надеется, что объясниться перед Пибоди без Сьюзен, и надеется, что больше не увидит её.
На следующий день, пытаясь объясниться по телефону перед Элис, Дэвид с радостью получает посылку с ключицей. Ему звонит Сьюзен, решившая, что Дэвид зоолог, а не палеонтолог, и, случайно споткнувшись во время разговора, манипулирует им, притворяясь, что на неё напал ручной леопард Крошка, которого привёз её брат Марк из Бразилии. Девушка демонстрирует, как покорности Крошки помогает песню «I Can't Give You Anything But Love» и признаётся, что является племянницей Элизабет Рэндом, завещавшей её миллион долларов. Девушка на машине в сопровождении Крошки догоняет уходящего Дэвида и вынуждает того сопровождать её в загородный дом в штате Коннектикут, куда она собирается отвезти леопарда. По пути девушка врезается в фургончик с прицепом, перевозящим уток и кур, птицы выбираются из клеток. Сьюзен хватает пытающегося полакомиться Крошку за хвост и напевает его любимую песню. Парочке приходится заплатить водителю 150 долларов за съеденных лебедей, из-за чего Дэвид, облепленный пухом негодует. Они заезжают в Уэст-Лейк, где Дэвид покупает 30 фунтов вырезки. Проходящий мимо констебль Слокам (Уолтер Кэтлетт) делает Сьюзен, остановившейся у пожарного гидранта, замечание. Пока полицейский выписывает штраф, Крошка перепрыгивает в другой автомобиль, и Сьюзен делает вид, что её машина — совсем другая. Сьюзен уезжает на чужом автомобиле с озадаченным Дэвидом, держащим свёрток с мясом, им вдогонку кричит настоящий владелец — доктор Леман, у жены которого девушка совсем недавно взяла сумочку. Полицейские бросаются в погоню.
Три наконец добирается до пункта назначения. Сложности возникают, когда Сьюзен решает, что влюбилась, и старается удержать Дэвида в своём доме как можно дольше, распоряжаясь экономке Ханне отвезти его одежду в химчистку, пока тот принимает душ, чтобы помешать его женитьбе. Дэвид, вынужденный надеть белый халатик Сьюзен, по пути к домику садовника, уехавшего с костюмом в город, где он намеревается разжиться одеждой, открывает дверь миссис Рэндом (Мэй Робсон), не подозревая, кто перед ним. Сьюзен представляет Дэвида как друга её брата, ошарашенный палеонтолог криком прерывает спор, начавшийся из-за непонимания женщины из уст племянницы о женитьбе Дэвида, стукнув ногой и случайно ударив по ноге девушки, и идёт переодеваться в комнату Дэвида.
Неумолкавшая всё это время собачка миссис Рэндом Джордж крадёт кость из коробки. Одевшийся в охотничий костюм Дэвид, услышав фамилию «тёти Элизабет» — Карлтон Рэндом, наконец всё понимает. Дэвид обнаруживает пропажу из коробки, но Джордж уже закопал её в саду площадью 26 акров. Вместе с псом они начинают копать клумбу, но обнаруживают лишь ботинок. Они начинают копать площадку, но обнаруживают лишь обувь. Сьюзен говорит ошарашенной видом сада тёте, что фамилия Дэвида — Боун (Кость). Сьюзен мешает Дэвиду разговаривать по телефону с Элис, заняв линию. В это время дом посещает майор Хорес Эпплгейт (Барри Фицджеральд), приглашённый миссис Рэндом на обед. После знакомства с «мистером Костью» Женщина просит своего давнего друга, также являющегося охотником, разговорить Дэвида. За столом выясняется, что «охотник» не был ни на  Аравии, ни в Африке, ни на Тибете и ни на Малайском полуострове. Когда Дэвид уходит за Джорджем на улицу, Девушка говорит, что на полуострове на него напал тигр, поэтому он не любит о нём вспоминать. Когда речь заходит об оружии, Дэвид вновь уходит. Вернувшийся садовник Алоизиус Гогарти (Чарльз Рагглз), не в силах больше выносить этого зрелища, уходит выпить, не замечая, как за ним увязывается выбравшийся из комнаты Крошка. Майор, «эксперт по крикам животных», принимает утробный рык леопарда за крик гагары, после чего демонстрирует, как рычит этот хищник. Слыша, как он рычит, Алоизиус, размышляя об увольнении, находит очередной повод приложиться к бутылке. неожиданно на стол рядом с ним ложиться Крошка, садовник в ужасе бежит к жене Ханне и требует ружьё. Дэвид звонит в зоопарк и сообщает, что у них потерялся леопард.
Миссис Рэндом читает вторую телеграмму от Марка, спрашивающего, довольна ли она Крошкой, и говорит ошарашенной Сьюзен, что она всегда хотела леопарда. Девушка уговаривает Дэвида перезвонить и сообщить об ошибке, но выясняется, что сотрудники уже направились к ним. Крошка и Джордж сбегают, Сьюзен и Дэвид спешат найти животных. Пошедший прогуляться с миссис Рэндом Эпплгейт вновь демонстрирует той рык леопарда. Услышав вторящего ему Крошку, майор считает, что брачный звук издала Элизабет, после чего наконец замечает хищника, и в страхе бегом ретируется в дом с непонимающей женщиной.
Парочка, прихватив сачок, колотушку и верёвку, пробирается через заросли, услышав лай Джорджа. Сьюзен запутывается в ядовитом плюще, Дэвид неуклюже скатывается с пригорка, хохочущая девушка отправляется вслед за ним. Они замечают, как Крошка играет с Джорджем на поляне, и в попытке перейти ручей вброд проваливаются в воду. Оба сушатся у костра, Сьюзен случайно сжигает носок Дэвида, после чего они слышат музыку, доносящуюся из цирка. Парочка принимает опасного леопарда, разодравшего дрессировщика, которого вывозят на фургоне, за Крошку, и пока Дэвид отвлекает двух сотрудников, Сьюзен выпускают его из клетки.
Парочка останавливает майора Эпплгейта, стреляющего по Крошке, Сьюзен наконец всё объясняет ему. Пока тот обсуждает леопарда с садовником, к ним подходит цирковой хищник, и преследует мужчин, попытавшихся надеть на него верёвку. Сьюзен сбивает Дэвида, пока тот протирает очки, те разбиваются, а девушка теряет туфлю. Тот отправляет девушку домой, та начинает плакать, Дэвиду приходится успокаивать Сьюзен, после чего он позволяет ей остаться. Вскоре они  обнаруживают Джорджа, а затем и Крошку, залезшего на крышу дома. Они пытаются выманить леопарда песней, собака начинает выть, а Крошка мяукать. Какофония звуков будит доктора Фрица Лемана. Посчитав, что девушка помешалась, психиатр отводит её внутрь и звонит в полицию. Прибывший с напарником констебль Слокам, видя, как Дэвид с Джорджем под мышкой крадётся к входной двери, арестовывает его. Собака сбегает.
Дэвид и Сьюзен попадают за решётку. Констебль звонит миссис Рэндом, но та считает. что её племянница спит. Пока Слокам спорит, вышедший из камеры Дэвид пытается всё объяснить, констебль замечает. что сам оказался в камере, после чего обвиняет напарника Элмера в невнимательности. В участок приводят Алоизиуса, обнаруженного у мясного рынка рядом с угнанной машиной Лемана. Прибывает миссис Рэндом и майор Эпплгейт, но констебль не верит ей. Майора хватают после того, как тот говорит о недавней охоте на леопарда, оба попадают за решётку. Слоукам снова звонит миссис Рэндом, трубку поднимает экономка Ханна и заявляет, что хозяйка спит.
Сьюзен, дабы прекратить балаган, начинает говорить на воровском арго, называя себя воровкой «Сьюзи Раскачай Ворота», а Дэвида — убийцей «Джерри Клешню». Приходит Александр Пибоди для опознания заключённых. На допросе Сьюзен говорит, что они — члены банды «Леопард», в которую также входит Хорес, «Детское личико» констебль с интересом слушает, пытаясь выяснить местонахождение краденых бриллиантов Клекхорна. Девушка сбегает из окна, за ней на машине отправляется Элмер. Приходят адвокат Александр Пибоди и Элис Суоллоу, ищущие миссис Рэндом и доктора Хаксли, освобождённый Дэвид понимает, что не сможет объяснить всё то, что произошло с ним за это время. Двое сотрудников цирка приезжают заявить о пропаже леопарда, за ними прибегают Крошка и  Джордж. Дэвид демонстративно подходит к мурлыкающему зверю, миссис Рэндом наконец видит свой подарок, а все узнают, что есть второй, злой леопард. В это время девушка притаскивает в участок на верёвке раздраженного циркового хищника. Начинается паника, все прячутся по камерам, Эпплгейт запирает залезшего на прутья Слокама вместе с Крошкой и лающим Джорджем. Дэвид спасает Сьюзен, используя стул, чтобы загнать большую кошку за решётку. От пережитого Дэвид теряет сознание.
Элис разрывает отношения с Дэвидом, назвав того «мотыльком». Сьюзен обнаруживает его а высокой платформе, работающего над реконструкцией бронтозавра. Показав ему недостающую кость, которую она обнаружила сегодня утром у себя в туфле, после того как три дня следила за Джорджем и копала вместе с ним, девушка, вопреки предупреждениям, поднимается по высокой лестнице, чтобы быть ближе к Дэвиду. Она говорит ему, что тётя Элизабет дала ей миллион долларов, и она хочет отдать его музею, но Дэвид больше заинтересован в том, чтобы сказать ей, что день, проведённый с ней, был лучшим днём в его жизни. Они заявляют о своей любви друг к другу, пока Сьюзен неосознанно раскачивает лестницу. Оба наконец замечают, что лестница движется. Испугавшись, девушка забирается на скелет, обваливающийся под ней. Дэвид хватает её за руку, девушка болтается несколько секунд, после чего палеонтолог поднимает её на строительные леса. Сьюзен просит прощения и обнимает Дэвида, тот лишь смиренно произносит «Я... Сьюзен, это... О, Господи...», и обнимает её в ответ.

## В ролях
| Актёр             | Роль                                                              |
| ----------------- | ----------------------------------------------------------------- |
| Кэтрин Хепбёрн    | Сьюзен Вэнс                                                       |
| Кэри Грант        | доктор Дэвид Хаксли, палеонтолог                                  |
| Чарльз Рагглз     | майор Хорес Эпплгейт, охотник на крупную дичь, друг миссис Рэндом |
| Уолтер Кэтлетт    | констебль Слокам                                                  |
| Барри Фицджеральд | Алоизиус Гогарти, садовник миссис Рэм                             |
| Мэй Робсон        | Элизабет Карлтон Рэндом, тётя Сьюзен                              |
| Фриц Фельд        | доктор Фриц Леман, психиатр                                       |

## Признание
- В 1990 году внесён в Национальный реестр фильмов, обладая «культурным, историческим или эстетическим значением».
- По версии Американского института кино картина занимает ряд мест:
  - 97-е  и 88-е места списке 100 фильмов за 1998 год и  2007 годы
  - 100 звёзд:
  - 1-е место в списке женщин (Кэтрин Хепбёрн)
  - 2-е место в списке мужчин (Кэри Грант)
  - 14-е место в 100 комедий
  - 51-е место в 100 страстей